# کلایو دان
کلایو دان (انگلیسی: Clive Dunn؛ زاده ۹ ژانویهٔ ۱۹۲۰ درگذشته ۶ نوامبر ۲۰۱۲) یک هنرپیشه اهل بریتانیا بود.
او در فیلم مسیحی جادویی بازی کرده‌است.